# Encontros AlCultur
Os Encontros AlCultur são uma série de eventos e congressos de cariz cultural, realizados em Portugal.

## Caracterização
Os Encontros AlCultur consistem num conjunto de eventos e congressos, realizados num espaço de tempo e num local pré-determinado, com frequência anual. A temática principal dos Encontros é a cultura, debatendo-se temas como o desenvolvimento,  planeamento e promoção da cultura e dos seus agentes, e a sua relação com a sociedade e com a economia, entre outros factores. Frequentemente, a série de conferências e congressos são acompanhados por work-shops e eventos culturais, como dança, música e teatro.
A realização dos Encontros é de grande importância para a região, devido ao facto de serem, não só, um evento de grande assistência, mas também um mecanismo de promoção para as actividades culturais regionais, pelo facto destas estarem presentes nos Encontros.
Os Encontros AlCultur foram iniciados em Portalegre em 2005, tendo sido realizados, desde então, em Faro (2006), Almada (2007), Guimarães (2008) e Lagos (2009).